# جفری وست
جفری وست (انگلیسی: Geoffrey West؛ زادهٔ ۱۹۴۰ (۸۴–۸۵ سال)) یک دانشمند در زمینه فیزیک نظری و زیست شناسی است.